# 奥尔默南
奥尔默南（法語：Ormenans，法語發音：[ɔʁmənɑ̃]）是法国上索恩省的一个市镇，属于沃苏勒区。

## 地理
奥尔默南（47°27'10"N, 6°12'18"E）面积3.61 平方千米，位于法国勃艮第-弗朗什-孔泰大區上索恩省，该省份为法国东部内陆省份，北起顺时针与孚日省、贝尔福地区省、杜省、汝拉省、科多尔省和上马恩省接壤。
与奥尔默南接壤的市镇（或旧市镇、城区）包括：丰特努瓦莱蒙博宗、卢朗-韦尔尚、蒙博宗、利诺特河畔罗什和索朗莱科尔迪耶。

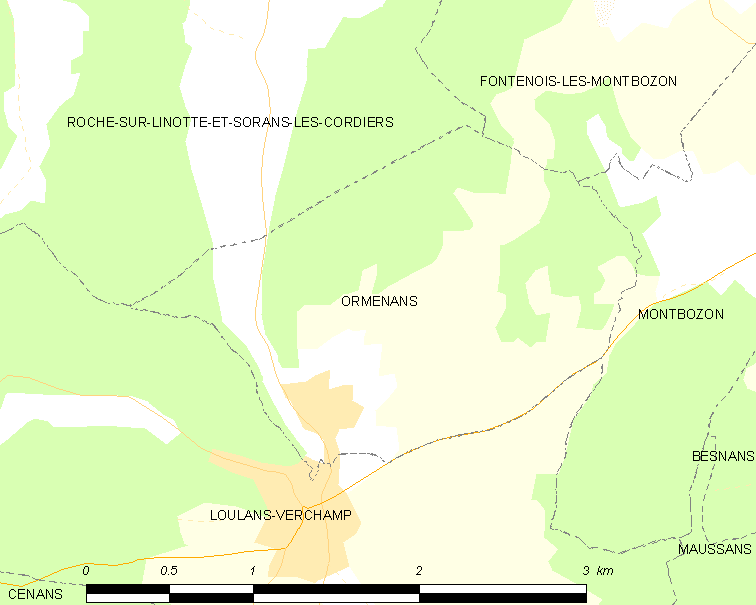
奥尔默南的OSM定位图

奥尔默南的时区为UTC+01:00、UTC+02:00（夏令时）。

## 行政
奥尔默南的邮政编码为70230，INSEE市镇编码为70397。

## 政治
奥尔默南所属的省级选区为里奥县。

## 人口

1962-2008年间奥尔默南人口变化图示

奥尔默南于2022年1月1日时的人口数量为85人。